# Военно-воздушные силы Филиппин
Военно-воздушные силы Филиппин (таг. Hukbong Himpapawid ng Pilipinas) — один из видов вооружённых сил Республики Филиппины отвечающий за ведение боевых действий в воздухе. Первоначально сформированный в составе филиппинской армии в 1935 году как Воздушный корпус филиппинской армии (Philippine Army Air Corps — PAAC), в конечном итоге принимал участие в боевых действиях во время Второй мировой войны и был официально отделен от армии в 1947 году в отдельный род войск в составе Вооруженных сил в соответствии с Указом президента № 94. В настоящее время ВВС отвечают как за защиту воздушного пространства Филиппин, так и за проведение воздушных операций по всей территории страны, таких как операции непосредственной авиационной поддержки, боевое воздушное патрулирование, воздушные разведывательные миссии, воздушные перевозки, тактические операции с использованием вертолётов, специальные операции и гуманитарные миссии, включая поисково-спасательные операции. ВВС Филиппин также выполняют различные миссии как внутри страны так и за рубежом.
Штаб-квартира ВВС Филиппин расположена на авиабазе Вилламор в Пасае, а возглавляет ее командующий ВВС Филиппин, имеющий звание генерал-лейтенанта и являющийся высшим военным должностным лицом в этом роде войск.

## История

### Содружество Филиппиныи независимость

#### Ранние годы иВторая мировая война
Предшественником филиппинских ВВС была Филиппинская милиция, также известная как Филиппинская национальная гвардия. 17 марта 1917 года сенатор и будущий второй президент Содружества Филиппин Мануэль Кесон принял законопроект № 2715 о создании Филиппинской милиции. Он был принят в преддверии начала военных действий между Соединенными Штатами и Германией.
К концу Первой мировой войны Армия и Флот США начали продавать самолеты и оборудование Комиссии филиппинского ополчения. Затем Комиссия оплатила услуги Летной школы Кертисс (Curtiss Flying School) для обучения лётному делу 33 курсантов на военной базе Клаудио в Параньяке.
Однако авиационное подразделение Филиппинской милиции все еще не обладало достаточными знаниями и авиационной техникой, чтобы считаться полноценными военно-воздушными силами, и тогда ограничивалось только обязанностями по воздушной перевозки грузов и личного состава. Рождением Филиппинской военной авиации принято считать 2 января 1935 года, когда Конгресс США принял Закон Содружества 1494, который предусматривал организацию Филиппинского констебльского воздушного корпуса (Philippine Constabulary Air Corps — PCAC). Он был переименован в Филиппинский армейский воздушный корпус (Philippine Army Air Corps — PAAC) в 1936 году. Корпус начал свою деятельность всего с тремя самолетами в своем составе. К 1941 году воздушный корпус имел в своем составе в общей сложности 54 самолета, включая истребители, легкие бомбардировщики, разведывательные самолеты, легкие транспортные и учебные самолеты. Позже армейский воздушный корпус вступил в бой с японцами, когда те вторглись на Филиппины в 1941–42 годах, и был реформирован в военно-воздушные силы 1945 году после освобождения страны.

#### Послевоенные годы и формирование ВВС
Филиппинские военно-воздушные силы стали отдельным видом войск 1 июля 1947 года, когда президент страны Мануэль Рохас издал указ № 94. Согласно этому документу военно-морские силы (тогда известные как военно-морской патруль) и военно-воздушные силы Филиппин были созданы как равноправные виды войск в вооруженных силах наравне с филиппинской армией и Службой констеблей Филиппин (выполнявшими функции жандармерии), став в результате третьими по сроку создания военно-воздушными силами Юго-Восточной Азии.
Основным типом самолета в эпоху становления филиппинских военно-воздушных сил был одноместный истребитель дальнего радиуса действия P-51 Mustang, находящийся в строевых частях с 1947 по 1959 год. Миссии по атаке наземных целей проводились против различных повстанческих групп, в частности против партизан Коммунистической партии Филиппин, действующих на тот момент в стране. Многие  самолеты были поражены огнем с земли, но ни один не был сбит. С 1953-го по 1959 годы пять «Мустангов» также использовались пилотажной группой Blue Diamonds. В конце 1950-х годов их заменили реактивные North American F-86 Sabre, обучение на которые проводилось на самолётах Lockheed T-33 Shooting Star и Beechcraft T-34 Mentor.
Операция Организации Объединенных Наций в Конго стала первой международной миссией филиппинских ВВС после того, как президент Диосдадо Макапагал в 1963 году направил 9-ю тактическую истребительную эскадрилью «Лимбас» для оказания помощи ООН в урегулировании Конголезского кризиса. 9-я тактическая истребительная эскадрилья вылетела в Конго 11 февраля 1963 года и проводила полеты с авиабазы Камина.

### ЭпохаХолодной войны
В конце 1977 года правительство Филиппин приобрело 35 подержанных самолётов ВМС США F-8H Crusader, которые хранились на авиабазе Девис-Монтен в Аризоне. Двадцать пять из них были отремонтированы компанией Vought, а оставшиеся 10 были использованы в качестве доноров запасных частей. В рамках сделки США также должны были обучить филиппинских лётчиков пилотированию учебной версии «Крузейдера» TF-8A. В основном эти самолёты использовались для перехвата советских бомбардировщиков в зоне ответственности ВВС. Самолёты «Крузейдеры» были выведены из состава боевых частей в 1988 году и окончательно сняты с эксплуатации в 1991 году после того, как они были сильно повреждены извержением вулкана Пинатубо, и с тех пор их предлагали на продажу в качестве металлолома.
ВВС Филиппин сыграли ключевую роль в свержении президента Фердинанда Маркоса во время Жёлтой революции 1986 года посредством «высадки в Сотело» 24 февраля 1986 года. Силы под руководством министра обороны Хуана Понсе Энриле планировали переворот против Маркоса, но были обнаружены на ранней стадии подготовки заговора, и, оказавшись в ловушке на военной базе Агинальдо, обратились за поддержкой к начальнику Службы констеблей Филиппин Фиделю Рамосу, находящемуся на соседней военной базе Краме. Когда римско-католический кардинал Хайме Син узнал о ситуации, он обратился к филиппинским гражданам, многие из которых готовились протестовать против несправедливых, по их мнению, результатов президентских выборов 1986 года на Филиппинах, с призывом сформировать живую цепь вокруг военных баз, тем самым помешав силам Маркоса взять базы наземным штурмом, но оставив их уязвимыми для атак с воздуха. Поняв, что все его люди больше не желают поддерживать Маркоса после выборов, полковник Антонио Сотело дезертировал со всем 15-м тактическим крылом Филиппинских ВВС, которым он командовал, отправив 6 боевых вертолётов «Sikorsky S-76 Spirit», 2 спасательных вертолёта и вспомогательный BC-105 на территории штаб-квартиры Рамоса в Кэмп-Крейме. Сотело и его силы затем позже вылетели обратно на авиабазу Вилламор, чтобы вывести из строя шесть оставшихся вертолётов UH-1 «Хьюи», которые силы Маркоса могли использовать для атаки на военные базы с лидерами переворота. Это побудило ещё большее количество подразделений вооруженных сил отказаться от поддержки диктатуры Маркоса.
К началу 1990-х годов, в обстановке близкого завершения Холодной войны, США начали сворачивать свое военное присутствие на Филиппинах. В частности, ими была оставлена авиабаза Кларк, на которой долгие годы базировались подразделения Тихоокеанских военно-воздушных сил США, обеспечивающие стратегическое присутствие этой страны в Юго-Восточной Азии.
Военные базы США на Филиппинах были закрыты после катастрофического извержения вулкана Пинатубо в июне 1991 года. Близлежащую авиабазу Кларк накрыло пеплом, она перестала функционировать и была надолго заброшена, пока не перешла к ВВС Филиппин. Персонал был эвакуирован. Также была эвакуирована база ВМФ в Самбалесе. При масштабной эвакуации с баз было вывезено более 18 000 граждан США из этого района, что стало крупнейшей эвакуацией американских сил после Падения Сайгона. Филиппинский Сенат воспользовался ситуацией и, при широкой поддержке населения, отклонил продолжение дальнейшего американского военного присутствия в стране. Извержение фактически прекратило почти вековую локализацию армии США на Филиппинах.

### Современная эпоха
По программе модернизации Вооруженных сил Филиппин принятой в 1995 году на 15-летний период первоначально были приобретены многоцелевые вертолёты AgustaWestland AW109, а также военно-транспортные самолёты, такие как Airbus C295 и CASA C212 Aviocar. После вывода из эксплуатации Northrop F-5 в сентябре 2005 года без плановой замены, филиппинские ВВС остались без истребителей. В итоге Командование ВВС решило использовать учебно-тренировочные SIAI-Marchetti S.211 (в последствие известные как Aermacchi S-211), чтобы заполнить пустоту, оставленную F-5. Позднее эти S-211 были модернизированы до уровня легких штурмовиков и использовались для воздушного и морского патрулирования, а также время от времени выполняли операции по борьбе с повстанцами. Также в этой роли выступали лёгкие учебные самолёты SIAI-Marchetti SF.260, разведчики OV-10 Bronco и AS-211 Warrior (модернизированные S-211).
Инциденты с китайским присутствием в Южно-Китайском море побудили правительство Филиппин приступить к формальным мерам, одновременно оспаривая китайскую деятельность в некоторых морских объектах спорной островной цепи. Таким образом, в 2013 году Филиппины подали Арбитражный иск по Южно-Китайскому морю в Международный трибунал по морскому праву. Это событие, в том числе, подтолкнуло Конгресс Филиппин к принятию пересмотренного закона о модернизации Вооруженных сил, который должен был заменить старый Закон о модернизации от 1995 года, подписанный во время правления бывшего президента Фиделя Рамоса, когда срок действия его 15-летней программы истек в 2010 году. Основной авиационной техникой, приобретенной в рамках этой новой итерации программы модернизации, стали 12 легких истребителей KAI T-50 Golden Eagle производства южно-корейской компании Korea Aerospace Industries, в то время как в программу будущих закупок входят планы по приобретению многоцелевых истребителей и патрульных самолётов военно-морской авиации, а также другое оборудование.
В ответ на региональные стратегические вызовы и предполагаемые внутренние слабости, ВВС Филиппин приступили к процессу трансформации и модернизации для повышения своих оперативных возможностей. Авиационный план 2028 (Flight Plan 2028) администрируется Управлением по управлению стратегией ВВС и направлен на:
- К 2022 году усилить потенциал ВВС Филиппин по обнаружению, идентификации, перехвату и нейтрализации вторжений в зону ответственности ПВО Филиппин и в Южно-Китайском море (к северу и западу от архипелага) с уровня готовности зоны 4 до уровня готовности зоны 3.
- Создать возможности ВВС Филиппин для обнаружения, идентификации, перехвата и нейтрализации вторжений на всю территорию Филиппин с уровня готовности 3 до уровня готовности 1 к 2028 году[26].

План предусматривает переориентацию филиппинских ВВС с роли вида войск, обеспечивающего внутреннюю безопасность в силы территориальной обороны от внешних угроз. Это потребует существенной организационной, методической, стратегической и технической трансформации этого вида войск.

## Организационная структура
ВВС Филиппин руководит командующий ВВС в звании генерал-лейтенанта, которому помогают заместитель командующего ВВС Филиппин и начальник штаба ВВС, отвечающие за организационные и административные вопросы, оба в звании генерал-майора. ВВС Филиппин состоят из трех тактических командований, трех командований поддержки и обеспечения, семи воздушных крыльев, включая одно отдельное поисково-спасательное крыло, одну инженерную бригаду, одно крыло управления и связи, одну метеорологическую группу и одно подразделение специальных операций.

### Тактические командования и авиационные крылья
В составе ВВС Филиппин действуют три воздушных командования: противовоздушной обороны, аэромобильное и воздушное боевое.
Командование противовоздушной обороны, авиабаза Кларк (Clark Air Base) — отвечает за общую противовоздушную оборону, отслеживание и пресечение действий потенциального противника.
- 5-е истребительное авиакрыло, авиабаза Цезар База (Basa Air Base[англ.]) — отвечает за истребительные операции ВВС Филиппин. В составе 7-я тактическая истребительная эскадрилья на многоцелевых лёгких истребителях FA-50PH и 105-я учебная истребительная эскадрилья на самолётах SIAI-Marchetti S.211[англ.].
- 580-е авиакрыло управления и оповещения, военно-морская станция Эрнесто Огбинар (Naval Station Ernesto Ogbinar[англ.]) — в зоне ответственности авиакрыла находятся эксплуатация систем обнаружения и радиолокационного наблюдения, а также координация и управление подразделений ВВС[28].
- 960-я группа противовоздушной и противоракетной обороны — отвечает за операции воздушной и противоракетной обороны. На вооружении находятся 2 батареи с израильскими комплексами ПВО SPYDER, постановленными в ноябре 2022 года[29].
- Силы непосредственной авиационной поддержки — выполняют функции координационного и руководящего подразделения центра управления ПВО в операциях по авиационной поддержке.

Аэромобильное командование — отвечает за все операции по воздушным перевозкам и военно-транспортной авиации, включая вертолетные перевозки, перевозки руководителей государства, а также поисково-спасательные операции ВВС и вооруженных сил в целом.
- 205-е тактическое вертолётное крыло, авиабаза Мактан-Бенито Эбуэн (Mactan–Benito Ebuen Air Base[англ.]) — отвечает за проведение тактических вертолетных операций и ограниченную авиационную поддержку Сухопутных войск Филиппин. В составе крыла находятся многоцелевые вертолёты Bell UH-1H, Dornier-Bell UH-1D Huey, Bell 412EP и S-70 Black Hawk. В крыло входят 206-я, 207-я, 208-я вертолётные эскадрильи, 210-я учебная вертолётная эскадрилья и 450-я группа технического обслуживания и поддержки[30].
- Многоцелевой вертолёт AW109AH ВВС Филиппин220-е аэромобильное крыло, авиабаза Мактан-Бенито Эбуэн —  обеспечивает тактические воздушные перевозки в интересах вооруженных сил. Крыло также отвечает за дальнее морское патрулирование и ведение воздушной разведки[31]. В составе крыла находятся 221-я аэромобильная эскадрилья (на вооружении средние тактические транспортные самолёты Airbus C-295M и Fokker F27 Friendship), 222-я аэромобильная эскадрилья (на вооружении самолёты  Lockheed C-130B/H/T Hercules), 223-я аэромобильная эскадрилья (на вооружении лёгкие тактические транспортные самолёты GAF N-22B/C Nomad и EADS-IAe NC-212i), 228-я  учебная эскадрилья и 470-я группа технического обеспечения.
- 250-е президентское аэромобильное крыло, авиабаза Вилламор (Villamor Air Base[англ.]) — обеспечивает авиаперевозки президента Филиппин, ближайших членов президентской семьи, вице-президента Филиппин и его ближайших родственников, глав государств, государственных гостей и VIP-персон. Подразделение прикреплено к Президентской группе безопасности (Presidential Security Command[англ.])[32]. В составе крыла 251-я президентская аэромобильная эскадрилья (самолёты Airbus C-295M, Fokker F27 Friendship и Fokker F28 Fellowship в VIP-исполнении), 252-я президентская аэромобильная эскадрилья (вертолёты Bell 412EP/HP в VIP-исполнении) и 480-я группа технического обслуживания и снабжения.
- 505-я поисково-спасательная группа, авиабаза Вилламор — отвечает за проведение поисково-спасательных операций в воздухе в интересах вооруженных сил Филиппин и гражданских агентств[33]. В составе 5051-й и 5052-й эскадрилий находятся вертолёты  Bell 205A, UH-1H Huey II и PZL W-3A Sokół в поисково-спасательном варианте, а также Sikorsky S-76 и Sikorsky S-70 в медицинском варианте. Также в состав крыла входит 560-я эскадрилья технического обеспечения.

Воздушное боевое командование, авиабаза Эдвин Эндрюс (Edwin Andrews Air Base) — отвечает за все операции «воздух-земля», включая штурмовые действия и  поддержку сухопутных войск, а также миссий сил специального назначения.
- 15-е ударное крыло, авиабаза Данило Атьенца (Danilo Atienza Air Base[англ.]) — обеспечивает поддержку с воздуха сухопутных войск. В составе крыла находятся 16-я ударная эскадрилья (самолёты Embraer A-29B Super Tucano и SIAI-Marchetti SF.260[англ.]), 17-я ударная эскадрилья (самолёты Rockwell OV-10A/C Bronco), 18-я ударная эскадрилья (вертолёты Leonardo AW109E Power и TAI/AgustaWestland T129 ATAK), 19-я смешанная тактическая учебная эскадрилья, 20-я ударная эскадрилья (вертолёты McDonnell Douglas MD 500 Defender[англ.] и  AH-1F Cobra), 590-я и 460-я группы материально-технического обеспечения и поддержки.
- 710-е крыло специальных операций, авиабаза Эрнесто Рабина (Colonel Ernesto Rabina Air Base[англ.]) — отвечает за проведение специальных операций, борьбу с терроризмом и оборону баз и объектов ВВС Филиппин. В составе крыла шесть боевых групп, кинологическое подразделение, инженерно-саперное подразделение и части боевого обеспечения.

### Командования поддержки и обеспечения
Три командования поддержки отвечают за общее ведение боевых действий, логистику, обучение, подготовку, разработку доктрины, управление резервистами и административную поддержку операций ВВС Филиппин.
Командование авиационной логистики, авиабаза Кларк. В составе командования находятся 410-е крыло технического обслуживания, 420-е крыло снабжения, Центр исследований и разработок Военно-воздушных сил, 600-я отдельная авиационная группа.
Командование авиационного обучения и специализированной подготовки, авиабаза Цезар База. В составе командования находятся Базовая военная школа ВВС, Лётная школа ВВС, Логистический учебный центр ВВС, Школа офицеров и кандидатов в офицеры ВВС, Школа техников и младших специалистов ВВС, 440-я группа по техническому обслуживанию самолетов.
Командование резерва ВВС, авиабаза Вилламор — в составе семь резервных авиационных крыльев и подразделения обеспечения.

### Отдельные подразделения
- 300-е крыло воздушной разведки и безопасности, авиабаза Антонио Батиста (Antonio Bautista Air Base[англ.]) — отвечает за ведение воздушного наблюдения, сбор разведывательной информации и морское патрулирование с использованием воздушных и наземных средств. В составе этого крыла находятся 3031-я разведывательная эскадрилья беспилотных летательных аппаратов (на вооружении БпЛА ScanEagle 2, Elbit Hermes 900 и Elbit Hermes 450) и 3032-я эскадрилья воздушной разведки (на вооружении самолёты  Cessna 208B Grand Caravan ISR и Turbo Commander 690A).
- 355-е авиационно-инженерное крыло, авиабаза Кларк — обеспечение общей инженерной поддержки, включая строительство, ремонт, восстановление и техническое обслуживание аэродромных сооружений и инженерных коммуникаций ВВС Филиппин[35].
- 900-я метеорологическая группа ВВС — отвечает за метеорологическую информацию и обеспечение полётов летательных аппаратов ВВС.
- Пилотажные группы ВВС — Blue Diamonds, Red Aces[англ.], Golden Sabres[англ.].

## Техника и вооружение
Данные о технике и вооружении ВВС Филиппин взяты со страницы журнала Aviation Week & Space Technology.
| Тип                                            | Производство | Назначение                                                | Количество | Примечания |          |
| Самолёты                                       | Самолёты     | Самолёты                                                  | Самолёты   | Самолёты | Самолёты |
| ---------------------------------------------- | ------------ | --------------------------------------------------------- | ---------- | --- | -------- |
| Rockwell OV-10A Bronco Rockwell OV-10C Bronco  | США          | Лёгкий штурмовик Лёгкий штурмовик                         | 6          | |          |
| Fokker F27-200 MPA Fokker F27-500              | Нидерланды   | морской патрульный лёгкий транспортный                    | 1          | |          |
| GAF Nomad N.22SL Searchmaster GAF Nomad N.22B  | Австралия    | морской патрульный лёгкий транспортный                    | 1          | |          |
| Lockheed C-130H L-100-20                       | США          | военно-транспортный транспортный самолёт                  | 3 1        | |          |
| Turbo Commander 690A                           | США          | лёгкий транспортный                                       | 1          | |          |
| Fokker F28 Fellowship                          | Нидерланды   | административный                                          | 1          | |          |
| SIAI-Marchetti S.211                           | Италия       | учебно-боевой                                             | 12         | |          |
| SIAI-Marchetti SF.260F SIAI-Marchetti SF.260TP | Италия       | лёгкий учебный и ударный лёгкий учебный и ударный самолёт | 8 10       | |          |
| Cessna T-41B/D/K Mescalero                     | США          | учебно-тренировочный                                      | 10         | |          |
| Вертолёты                                      |              |                                                           |            | |          |
| Bell 412EP Bell 412HP                          | США          | многоцелевой многоцелевой                                 | 3 2        | Министр обороны Филиппин Дельфин Лоренсана заявил, что по распоряжению президента Родриго Дутерте ранее заключенная сделка с Канадой о закупке 16 вертолетов отменена. |          |
| Bell UH-1H Iroquois                            | США          | многоцелевой                                              | 39         | |          |
| McDonnell Douglas 520MG                        | США          | многоцелевой                                              | 11         | |          |
| Sikorsky S-70A-5 Black Hawk                    | США          | военно-транспортный                                       | 1          | |          |
| Sikorsky AUH-76                                | США          | многоцелевой                                              | 3          | |          |
| PZL W-3A Sokol                                 | Польша       | многоцелевой вертолёт                                     | 8          | 8 заказано в 2011 году, поставлены в 2012-2013 годах. |          |
| AW109 Power                                    | Италия       | многоцелевой вертолёт                                     | 0          | 8 заказано в 2013 году, должны быть поставлены до конца 2014 года. |          |

## Опознавательные знаки
- Опознавательный знак ВВС Филиппин
- Вариант уменьшенной видимости

### Эволюция опознавательных знаков
| Опознавательный знак | Знак на фюзеляж | Знак на киль | Когда использовался | Порядок нанесения |
| -------------------- | --------------- | ------------ | ------------------- | ----------------- |
|                      |                 |              |                     |                   |

## Знаки различия

### Генералы и офицеры
| Категории               | Генералы      | Генералы           | Генералы          | Генералы          | Старшие офицеры | Старшие офицеры    | Старшие офицеры | Младшие офицеры | Младшие офицеры   | Младшие офицеры   |
| ----------------------- | ------------- | ------------------ | ----------------- | ----------------- | --------------- | ------------------ | --------------- | --------------- | ----------------- | ----------------- |
|                         |               |                    |                   |                   |                 |                    |                 |                 |                   |                   |
| Английское звание       | General       | Lieutenant General | Major General     | Brigadier General | Colonel         | Lieutenant Colonel | Major           | Captain         | First Lieutenant  | Second Lieutenant |
| Российское соответствие | Генерал армии | Генерал-полковник  | Генерал-лейтенант | Генерал-майор     | Полковник       | Подполковник       | Майор           | Капитан         | Старший лейтенант | Лейтенант         |

### Сержанты и солдаты
| Категории               | Сержанты и старшины         | Сержанты и старшины   | Сержанты и старшины    | Сержанты и старшины | Сержанты и старшины | Сержанты и старшины | Сержанты и старшины | Солдаты         | Солдаты            | Солдаты             | Солдаты |
| ----------------------- | --------------------------- | --------------------- | ---------------------- | ------------------- | ------------------- | ------------------- | ------------------- | --------------- | ------------------ | ------------------- | ------- |
|                         |                             |                       |                        |                     |                     |                     |                     |                 |                    |                     |         |
| Английское звание       | First Chief Master Sergeant | Chief Master Sergeant | Senior Master Sergeant | Master Sergeant     | Technical Sergeant  | Staff Sergeant      | Sergeant            | Senior Airman   | Airman First Class | Airman Second Class | Airman  |
| Российское соответствие | Старший прапорщик           | Прапорщик             | нет                    | Старшина            | нет                 | Старший сержант     | Сержант             | Младший сержант | нет                | Ефрейтор            | Рядовой |

## Внешние ссылки
- Официальная страница ВВС Филиппин  (англ.)
- Неофициальная страница ВВС Филиппин  (англ.)
- ВВС Филиппин на странице Scramble.nl  (англ.)
- ВВС Филиппин на странице Globalsecurity.org  (англ.)
- История ВВС Филиппин  (англ.)